# Friedrich Baltzer
Johann Friedrich Baltzer jun. (* 18. November 1801 in Hohenleina, Kurfürstentum Sachsen; † 22. Januar 1885 in Dresden) war ein deutscher evangelischer Pfarrer, Revolutionär und Dichter.
Baltzer, ein Sohn des Pfarrers Johann Friedrich Baltzer sen. und seiner Ehefrau Caroline Wachsmuth, wurde nach dem Studium 1826 Pfarrer in Zeuchfeld und Schleberoda (heute Stadtteile von Freyburg (Unstrut)). Hier heiratete er Friederike Sophie Rühlmann. 1833 wechselte er nach Zwochau (bei Merseburg). Er schloss sich der Bewegung der protestantischen Freunde an und unterstützte, wie auch sein jüngerer Bruder Eduard Baltzer, die Revolution von 1848. 1849 wurde er wegen Majestätsbeleidigung und versuchten Aufruhrs amtsentsetzt; 1850 im Berufungsurteil sogar zu Festungshaft verurteilt. Er flüchtete ins Ausland und lebte bis zu seiner Amnestie 1860 in Belgien, der Schweiz und Italien.
Nach der Rückkehr nach Deutschland ließ er sich in Dresden bei seiner Tochter Anna Caroline Amalie und ihrem Mann, dem Bildhauer Robert Henze, nieder. Sein Sohn Armin Baltzer wurde Professor für Geologie in der Schweiz.

## Schriften
- An den Bergen (Lieder), Verlag Orell, Füßli und Comp., Zürich 1856
- Trutznachtigall, Lyrik aus der Heimat, 1881
- Geharnischte Sonette gegen Papst und Papsttum, 1881